# Megalneusaurus rex
Megalneusaurus rex (лат.) — гигантский плиозавр позднеюрской эпохи. Описан В. Найтом в 1895 году. Разрозненные остатки (позвонки и кости конечностей) обнаружены в позднеюрских (киммеридж — портланд) отложениях Вайоминга. Большинство костей было утеряно, остался лишь передний ласт длиной около 1,5 метров (при первом описании его длину указали равной примерно 2,2 метра). Плечевая кость необычно длинная, что отличает мегалнеузавра от других юрских плиозавров. Изначально считался крупнейшим из плиозавров (отсюда название). Длина могла достигать 10—14 метров. Недавно сходные, но более мелкие кости конечностей, были обнаружены в позднеюрской формации Накнек на Аляске. Родственные связи с другими плиозаврами.
Переизучение места первой находки показало наличие дополнительных костных фрагментов а также остатков содержимого желудка — массы крючков от щупалец кальмаров или белемнитов.